# Альошин Андрій Володимирович
Андрі́й Володи́мирович Альо́шин (нар. 11 липня 1978 — пом. 13 липня 2014) — старший сержант Збройних сил України.

## З життєпису
Народився 1978 року в місті Чернівці (згідно з Книгою Пам'яті — в місті Стрий).
В часі війни призваний 11 квітня 2014 року — військовослужбовець 1-го батальйону 80-ї бригади, артилерист.
13 липня 2014 року від нього був дзвінок додому приблизно від бази Оріхове під Луганськом, що по них стріляють з «Градів» та живими вони вже не повернуться. Існують свідчення, що машина горіла, та військовики мали можливість із неї вибратися. Вважався зниклим безвісти.
Похований у Чернівцях.
Без Андрія лишились батьки, дружина та син.

## Нагороди
- 8 вересня 2014 року — за особисту мужність і героїзм, виявлені у захисті державного суверенітету та територіальної цілісності України, вірність військовій присязі під час російсько-української війни, відзначений — нагороджений орденом «За мужність» III ступеня (посмертно)
- нагрудним знаком «За оборону Луганського аеропорту» (посмертно).
- нагороджений медаллю «На славу Чернівців» (посмертно).
- 11 жовтня 2017 року на фасаді Стрийської ЗОШ № 1 відкрито меморіальну дошку на честь Андрія Альошина, Володимира Василевського та Володимира Піруса.